# Astragalus eurekensis
Astragalus eurekensis är en ärtväxtart som beskrevs av Marcus Eugene Jones. Astragalus eurekensis ingår i släktet vedlar, och familjen ärtväxter. Inga underarter finns listade i Catalogue of Life.